# Раймо, Арво
Арво Раймо (эст. Arvo Raimo; 13 декабря 1940, Вильянди — 14 октября 2015) — эстонский и советский актёр театра и кино. Заслуженный артист Эстонской ССР (1986).

## Биография
Увлекался театром со времени учёбы в школе. Впервые вышел на сцену, заменяя заболевшего актёра.
В 1960 году окончил театральную студию театра «Угала» (Ugala), основанную Карлом Адером и Александром Сацем, в Вильянди.
С 1960 года — актёр театра «Угала» (Ugala) в Вильянди. За 55 лет театральной карьеры сыграл более двухсот ролей и три роли в кино.
Арво Раймо скончался после тяжелой болезни. Похоронен на Вильяндиском лесном кладбище.

## Фильмография
- 2001 — «Кобра. Черная кровь» — бармер
- 2006 — «Неистовый» — Литовец
- 2007 — «Что угодно, Александр!» — Дядя Юри

## Награды
- Заслуженный артист Эстонской ССР (1986)
- Премия Ugala Colleague Award (2009)